# Lagenandra koenigii
Lagenandra koenigii är en kallaväxtart som först beskrevs av Heinrich Wilhelm Schott, och fick sitt nu gällande namn av George Henry Kendrick Thwaites. Lagenandra koenigii ingår i släktet Lagenandra och familjen kallaväxter. Inga underarter finns listade.